# Геп (Пенсільванія)
Геп (англ. Gap) — переписна місцевість (CDP) в США, в окрузі Ланкастер штату Пенсільванія. Населення — 2186 осіб (2020).

## Географія
Геп розташований за координатами 39°59′24″ пн. ш. 76°1′16″ зх. д. / 39.99000° пн. ш. 76.02111° зх. д. (39.989889, -76.021247).  За даними Бюро перепису населення США в 2010 році переписна місцевість мала площу 7,29 км², з яких 7,28 км² — суходіл та 0,01 км² — водойми.

## Демографія
Згідно з переписом 2010 року, у переписній місцевості мешкала 1931 особа в 662 домогосподарствах у складі 525 родин. Густота населення становила 265 осіб/км².  Було 693 помешкання (95/км²).
Расовий склад населення:
| - 94,1 % — білих - 1,6 % — азіатів - 1,5 % — чорних або афроамериканців - 0,1 % — корінних американців - 1,1 % — осіб інших рас |

До двох чи більше рас належало 1,7 %. Частка іспаномовних становила 2,5 % від усіх жителів.
За віковим діапазоном населення розподілялося таким чином: 27,9 % — особи молодші 18 років, 61,0 % — особи у віці 18—64 років, 11,1 % — особи у віці 65 років та старші. Медіана віку мешканця становила 37,8 року. На 100 осіб жіночої статі у переписній місцевості припадало 104,6 чоловіків;  на 100 жінок у віці від 18 років та старших — 102,6 чоловіків також старших 18 років.
Середній дохід на одне домашнє господарство  становив 76 800 доларів США (медіана — 71 625), а середній дохід на одну сім'ю — 80 000 доларів (медіана — 75 347). Медіана доходів становила 52 147 доларів для чоловіків та 34 875 доларів для жінок. За межею бідності перебувало 4,9 % осіб, у тому числі 4,9 % дітей у віці до 18 років та 13,7 % осіб у віці 65 років та старших.
Цивільне працевлаштоване населення становило 975 осіб. Основні галузі зайнятості: освіта, охорона здоров'я та соціальна допомога — 18,9 %, виробництво — 13,6 %, будівництво — 10,4 %, транспорт — 10,1 %.